# FK Drina Zvornik
FK Drina je nogometni klub iz Zvornika. 

## Povijest
U sezoni 2009./10. je Drina bila prvak Prve lige RS, te se u sezoni 2010./11. natjecala u Premijer ligi Bosne i Hercegovine i zauzela posljednje 16. mjesto. 

## Poznati igrači
- Nazif Šehić, poslije u Slobodi koja je u nekoliko godina prošetala se od zonaša do prvoligaša